# Milena Balašová
Milena Balašová (20. března 1924 – 2006) česká novinářka, funkcionářka KSČ a ideologická cenzorka, která v letech 1972 až 1980 působila jako náměstkyně ústředního ředitele Československé televize Jana Zelenky. Podílela se na personálních čistkách v ČST a na konzervativním vedení televize v době nastupující normalizace v socialistickém Československu.

## Život

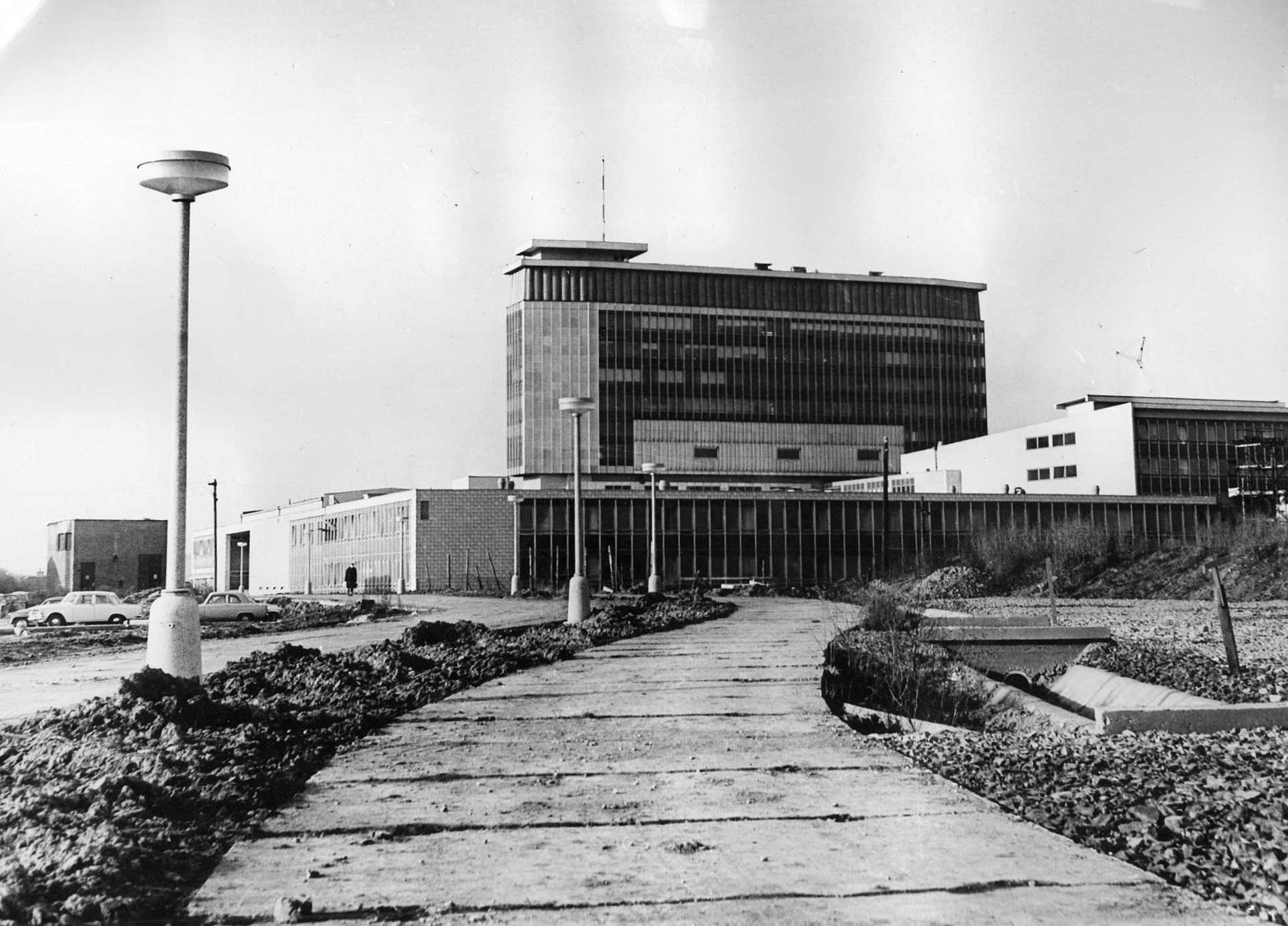
Rozestavěné Televizní středisko Kavčí hory v Praze v roce 1971

Po skončení druhé světové války a převzetí moci ve státě Komunistickou stranou nastoupila v roce 1949 do zahraniční redakce Československého rozhlasu v Praze, posléze se stala zástupkyní šéfredaktora pro kapitalistické země. Roku 1968 nastoupila na místo zástupkyně šéfredaktora časopisu Svět socialismu, v letech 1969 až 1971 působila jako jeho šéfredaktorka. Roku 1970 byl Balašové prezidentem Ludvíkem Svobodou udělen Řád Za zásluhy o výstavbu.

### Československá televize
Milena Balašová byla vyznavačkou konzervativního křídla KSČ, což jí po vpádu vojsk Varšavské smlouvy v srpnu 1968 přineslo kariérní postup. 1. května 1972 začala působit jako ředitelka českých studií a náměstkyně ředitele ČST Jana Zelenky, jmenovaného na post roku 1969, v nově postaveném Televizním středisku na pražských Kavčích horách. Se svým nástupem vystřídala ve funkci ředitele pražského televizního výrobního studia někdejšího ředitele ČST Karla Kohouta. Vedle redakční práce se pravidelně objevovala v televizním vysílání s politickými komentáři uplynulých událostí. Roku 1975 byla oceněna Státní novinářskou cenou Jana Švermy.
Podle vzpomínek zaměstnanců působila v ČST jako přísná nadřízená a cenzorka, která úzkostlivě dbala na ideologické poselství vysílaného obsahu. Kontrastně s tím pak působí situace ze schvalovací projekce nově natočeného filmu Marie Poledňákové Jak vytrhnout velrybě stoličku na podzim 1977, při scéně s puntíkovaným šátkem, bolavým zubem a trucujícím Tomášem Holým, se podle vzpomínek zaměstnanců televize Balašová rozplakala dojetím. Nakonec to byla ona, kdo zařídil výjimečný vysílací čas na Štědrý den večer, po svátečních zprávách. Podle vzpomínek jedné z režisérek také zakazovala zaměstnankyním, aby chodily do zaměstnání bez podprsenek, a naváděla vrátné, aby to kontrolovali.
Roku 1980 pak místo v ČST opustila a začala působit jako zvolená generální tajemnice OIRT, mezinárodního televizních vysílatelů zemí Východního bloku.